# Algathia montecapitis
Algathia montecapitis är en stekelart som först beskrevs av Heinrich 1934.  Algathia montecapitis ingår i släktet Algathia och familjen brokparasitsteklar. Inga underarter finns listade i Catalogue of Life.